# Sikanderpur (Ballia)
Sikanderpur – miasto w północnych Indiach w stanie Uttar Pradesh, na Nizinie Hindustańskiej.
Populacja miasta w 2001 roku wynosiła 21 790 mieszkańców.